# Heliophila rimicola
Heliophila rimicola är en korsblommig växtart som beskrevs av Wessel Marais. Heliophila rimicola ingår i släktet solvänner, och familjen korsblommiga växter. Inga underarter finns listade i Catalogue of Life.